# Katharina-von-Siena-Kirche (Wien)

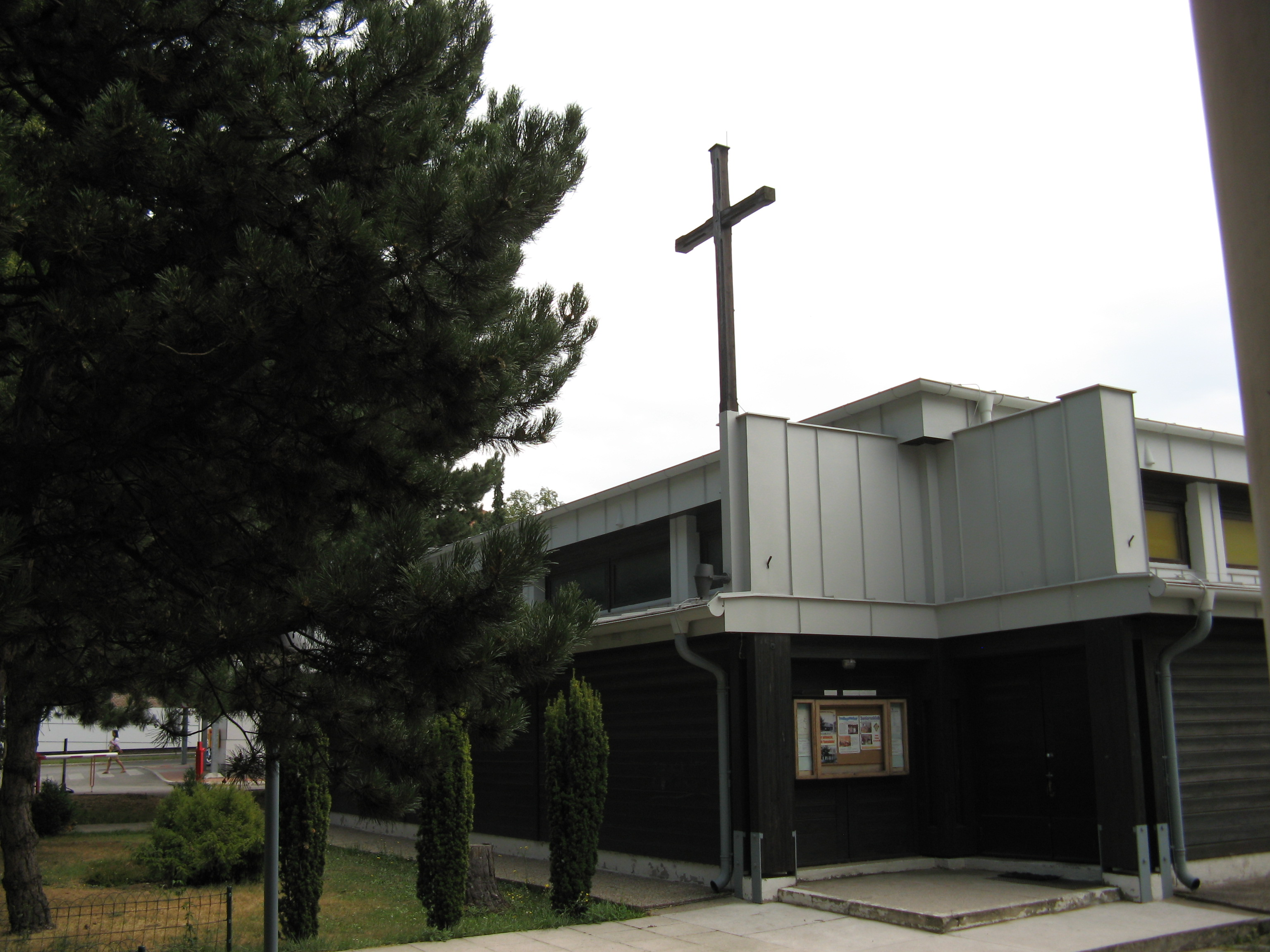
Katharina-von-Siena-Kirche, 1967

Die Katharina-von-Siena-Kirche ist eine römisch-katholische Filialkirche in der Kundratstraße 5 in Wien-Favoriten.

## Geschichte
Nach der jahrzehntelangen Tradition der Not- und Barackenkirchen, hauptsächlich getragen von Prälat Josef Gorbach, entstand in den 1960er Jahren mit Architekt Ottokar Uhl der ungewöhnliche Ansatz eines mobilen Kirchenbaues. Diese sollten mehrmals auf- und abgebaut werden können und bei geringen Erhaltungskosten 40 Jahre halten. Damit war die Absicht verbunden, flexibel auf die Fluktuationen der modernen Stadtbevölkerung reagieren zu können.
Die von Uhl von 1966 bis 1967 auf Basis einer Holzleimbinderkonstruktion mit quadratischen Grundriss geplante und errichtete Kirche wurde zur Dauerlösung.
Im Jahr 1988 wurde die demontierbare Heilig-Kreuz-Kirche und Filialkirche der Pfarrkirche Maria vom Berge Karmel selbständig und zur Pfarrkirche erhoben, und dabei dem Patrozinium der heiligen Katharina von Siena geweiht. Am 1. November 2015 wurde die Pfarre aufgehoben. Die Kirche ist nun eine Filialkirche der Pfarre Göttliche Barmherzigkeit.